# بخش بیدشهر
بخش بیدشهر یکی از بخش‌های شهرستان اوز در استان فارس است. این بخش در پی ارتقا یافتن بخش اوز به شهرستان در سال ۱۳۹۸ به مرکزیت شهر کوره ایجاد شد.

## تقسیمات کشوری
- بخش بیدشهر
  - دهستان بیدشهر
  - دهستان قلات

شهر : کوره

## جمعیت
جمعیت دهستان بید شهر در سال ۹۵ برابر ۱۴٬۸۶۱ نفر بوده‌است که هم‌اکنون دهستان بید شهر به بخش بید شهر ارتقاء یافت.

## جاهای دیدنی
1. دریاچه هیرم
2. دریاچه فصلی بیدشهر
3. آبشار دروا
4. پَستُمب